# Henschel Typ Frankfurt
Die Tenderlokomotiven Henschel Typ Frankfurt wurden von der Lokomotivfabrik Henschel in Kassel als Industrielokomotiven gebaut.
Ihr Einsatzgebiet waren vorzugsweise Werkbahnen. Von ihrem Einsatz bei der Hafenbahn Frankfurt erhielt die Baureihe ihren Namen. Drei Lokomotiven wurden an die Köln-Frechen-Benzelrather Eisenbahn verkauft. 22 Lokomotiven wurden während des Ersten Weltkrieges an die K.u.k. Heeresbahn geliefert. Diese in Österreich vorhandenen Lokomotiven kamen nach 1938 in den Bestand der DR und wurden als 92 2101–2119 bezeichnet.
Nach dem Zweiten Weltkrieg wurden einige davon als 292.2101–2112 in den Bestand der Österreichischen Bundesbahnen übernommen. Diese Lokomotiven waren bis 1966 im Einsatz und dann ausgemustert. Weitere der an die K.u.k. Heeresbahn gelieferten Fahrzeuge waren europaweit verbreitet und dort verschollen.
Weitere Lokomotiven waren bis 1972 im Einsatz. Zwei Lokomotiven aus dem Bestand der RAG Aktiengesellschaft, die die Bezeichnungen RAG D-781 und RAG D-782 trugen, werden dem Typ Frankfurt zugeschrieben, eine Klärung ist allerdings nicht erfolgt.

## Geschichte
Die Lokomotiven entstammen einem umfangreichen Programm von Nassdampf-Tenderlokomotiven für Industrie- und Privatbahnen von Henschel in Kassel von B-gekuppelten Lokomotiven mit etwa 350 PS bis zum E-Kuppler mit etwa 800 PS. Der Typ Frankfurt war eine der stärkeren D-gekuppelten Lokomotiven mit einer Leistung von ungefähr 500 PS und wurden im Henschel-Katalog unter dem Codewort biggo geführt.:110

### Hafenbahn Frankfurt
Ihre Typbezeichnung erhielten sie, weil einige der ersten gelieferten Lokomotiven mit Baujahr 1913 bzw. 1914 mit den Fabriknummern 11695–11697, 12371 und 12548 an die Hafenbahn Frankfurt geliefert wurden und dort die Bezeichnung A1–A5 trugen. Die Lokomotiven waren bis Mitte der 1950er Jahre in Betrieb und wurden dann verkauft oder ausgemustert.
Die A5 wurde erst 1961 an die Westfälische Lokomotivfabrik Karl Reuschling zum Verschrotten gegeben. Die A2 wurde Ende der 1950er Jahre an eine Firma in Itzehoe verkauft und war dort als letzte der Frankfurter Maschinen bis 1966 in Betrieb.

### Köln-Frechen-Benzelrather Eisenbahn
Drei Lokomotiven wurden mit den Fabriknummern 19281, 19330 und 19331 1922 an die Köln-Frechen-Benzelrather Eisenbahn (KFBE) geliefert und erhielten die Betriebsnummern 23, 24 und 26. 1929 und 1930 wurden sie auf Heißdampf-Betrieb umgebaut, wobei die Lokomotiven ihre originalen Schiebergehäuse und möglicherweise die Flachschieber behielten.
Am längsten war die 26 in Betrieb, sie wurde 1961 abgestellt und 1962 ausgemustert.

### K.u.k. Heeresbahn
Als Folge des Ersten Weltkrieges wurde die K.u.k. Heeresbahn mit dem Bahnbetrieb in besetzten Gebieten in Polen, Italien und Serbien beauftragt. Da die heimische Lokomotivindustrie überlastet war, wurden 22 Lokomotiven bei Henschel bestellt. Nach dem Krieg wurden die vorhandenen Lokomotiven in Polen und Österreich auf den großen Rangierbahnhöfen um Wien eingesetzt. Sie kamen in Folge der politischen Ereignisse ab 1938 zur Deutschen Reichsbahn und wurden als 92 2101–2119 eingereiht.

### ÖBB 292.2
Acht Lokomotiven verblieben nach dem Zweiten Weltkrieg bei den ÖBB, wo sie unter Beibehaltung ihrer Ordnungsnummer aus der Reichsbahnzeit als Reihe 292 bezeichnet wurden. Die 92.2101 wurde erst 1966 ausgemustert.

### BASF
Die Lokomotive mit der Fabriknummer 15604 wurde an die BASF geliefert, 1936 an den Eschweiler Bergwerks-Verein abgegeben und in der Grube Anna in Alsdorf eingesetzt. Sie wurde 1972 ausgemustert.

## Technik
Die Lokomotiven waren für den Einsatz auf Industriebahnen konstruiert und hatten ein laufachsloses Fahrwerk zur Erzielung einer hohen Reibungslast sowie Nassdampftriebwerk, obwohl der Antrieb mit Heißdampf schon erprobt war. Es wurde Wert auf eine robuste, zugkräftige und wartungsarme Maschine gelegt.
Sie besaßen einen durchlaufenden Blechrahmen mit Querversteifungen bei den Kuppelradsätzen und den Rahmenenden. Der dritte Kuppelradsatz wurde angetrieben, seine Spurkränze waren um 15 mm abgeschwächt. Zusätzlich waren für einen guten Bogenlauf die zweite und vierte Kuppelachse mit einem Seitenspiel von ±20 mm im Rahmen gelagert. Das ergab den festen Achsstand von 2.860 mm. Hinter dem Führerhaus lag der Kohlenkasten. Die Wasservorräte waren in seitlichen Kästen untergebracht, diese waren bei den einzelnen Lieferungen unterschiedlich ausgeführt. Die Steuerung erfolgte mit Flachschiebern. Der Kreuzkopf wurde einschienig auf der Gleitbahn geführt.
Der Kessel lag frei über dem Rahmen und bestand aus drei Schüssen. Die Kesselaufbauten waren bei den einzelnen Lokomotiven unterschiedlich ausgeführt. Normalerweise saß auf dem ersten Schuss der Dampfdom und auf dem zweiten Schuss der Sandkasten. Fallweise kam ein Speisedom auf dem dritten Schuss oder ein zusätzlicher Sandkasten hinzu. Die vorderen und hinteren Frontfenster des Führerhauses hatten keine Blendschirme. Quer zur Fahrtrichtung war auf dem Dach ein Lüftungsaufsatz angeordnet.
Die Lokomotiven waren mit Wurfhebelbremse sowie indirekter Bremse von Knorr ausgerüstet. In der Ursprungsausführung hatten die Lokomotiven keine Anschlüsse für die Bremsleitung, sodass diese zu dem Zeitpunkt nur eine Handbremse besessen haben müssen. Abgebremst wurden die ersten drei Achsen einseitig von vorn. Gesandet wurde jeweils die in Fahrtrichtung erste Achse von vorn. Zur Signalgebung dienten eine Dampfpfeife auf dem Führerhaus und optional ein Läutewerk. Ursprünglich besaßen die Lokomotiven Petroleumbeleuchtung, später wurde diese durch eine elektrische Beleuchtung ersetzt. Der Turbogenerator saß neben dem Schornstein.